# シンエンペラー
シンエンペラー（欧字名:Shin Emperor、2021年4月30日 - ）は、フランス生産、日本調教の競走馬。主な勝ち鞍は2023年の京都2歳ステークス、2025年のネオムターフカップ。
馬名の意味は、真の皇帝、新しい皇帝。

## 経歴

### デビュー前
2021年4月30日、フランスのEcurie Des Monceauxで誕生。2022年アルカナオーガストイヤリングセールで210万ユーロ（約2億9400万円）で矢作芳人調教師によって落札された。この落札額はセール開催初日、2日目を通じての最高落札額であった。
セール直後のインタビューでは、どのオーナーによる代理落札であるかは伏せられており、「新しい日本人オーナー」とのみ発表されていたが、2022年11月に矢作芳人調教師がゲスト出演したABEMAの競輪番組にて、所有するオーナーが藤田晋であることが判明した。
本馬は外国産馬であるが、育成先はノーザンファーム早来の小笠原厩舎が担当した。

### 2歳（2023年）
距離は2000m以上欲しいという見解で、かつマル外が出走可能なレースへの出走が模索されていたが、急遽11月4日東京芝1800mの2歳新馬戦に出走することが決定。2番人気に推されるなか、好スタートを切りつつも３番手控えると、直線で早めに抜け出し鞍上の横山武史のステッキに応えて急加速。2着馬に３馬身差をつけて勝利した。レース後、年内あと1走することが明言されると、京都2歳ステークスへ鞍上にジョアン・モレイラを迎えて中2週で出走することが決定した。
11月25日に行われた京都2歳ステークスでは、出遅れから後方追走となり、馬群に包まれる展開となるも、最終直線で馬群を突き抜ける加速力と勝負根性を見せてゴール前で差し切り、無傷での重賞初制覇を達成した。なお、レース前日には本馬の母であり、ソットサスやシスターチャーリーなどを輩出した名牝スターレッツシスターが疝痛のため14歳で亡くなったと報道されており、天国にいる母へ捧げる勝利にもなった。フランス産のJRA重賞勝利はダイワカーリアンの富士ステークス以来23年ぶりとなる。加えて、ヌレイエフ系のJRA重賞制覇は14年ぶりとなった。また、フランス産のJRA2歳重賞制覇自体も初である他、シユーニ産駒のJRA重賞初制覇であり、ポーラーファルコン系のJRA重賞も初制覇となった。
続く12月28日に行われたホープフルステークスで初G1挑戦、最終直線で好位から抜け出して一旦先頭立ったものの、ゴール前に後方から追い込んできたレガレイラに差されて惜しくも2着で終わった

### 3歳（2024年）
2024年最初のレースに陣営が選んだのは、クラシック初戦である皐月賞と同舞台、同距離の前哨戦である弥生賞。鞍上に新たに川田将雅を迎えての出走であった。レース当日は新馬戦、1勝クラスと中山芝2000ｍを連勝していたトロヴァトーレ、新馬戦、アイビーステークスと連勝していたダノンエアズロックに次ぐ3番人気に推された。スタートで不利がありつつも中団にポジションをとりつつ追走していた。3コーナーあたりから進出をはじめ、逃げていたシリウスコルトは捉えたものの、レース中盤に捲って進出していたM.デムーロ騎乗のコスモキュランダを捉えることはできず1と1/4馬身差の2着となった。
賞金的にも余裕があり、かつ弥生賞で優先出走権を得たことから、次走はクラシック初戦の皐月賞とされた。ここからは鞍上に坂井瑠星とし、レースに臨んでいくことになった。レース当日は5番人気となり有力馬の1頭としての出走であった。レースはメイショウタバルが前半1000ｍ通過が57.5秒というハイペースどころではない超ハイペースで逃げを打ち、まったく息の入らないラップが続いた。シンエンペラーは中団にポジションをとり、鞍上が懸命に追い直線4番手まで上がってきたが、最後に外から伸びてきたアーバンシックに交わされての5着となった。レースはジャスティンミラノが1:57.1という2017年にアルアインが記録したレコードを0.7秒も更新する大レコードとなり7着のエコロヴァルツがレコードタイのタイムをマークするなどタイム的にはかなりのレベルのレースとなった。
その後は引き続きクラシック第2戦である東京優駿への出走を表明。鞍上は引き続き坂井瑠星とされた。レース当日は血統面からの高速馬場への適応、上がり勝負となった際の末脚を不安視され7番人気と評価を落とした。レースは逃げを打つと予想されていたメイショウタバルが出走取り消しとなり逃げ馬不在。エコロヴァルツが大外から積極策でスローペースに持ち込み上がり決着となった。シンエンペラーは中団にポジションをとり直線に向いたときは後方にいたが他馬の間を縫うように末脚を伸ばした。しかし前目につけてレースを運んでいたダノンデサイル、皐月賞馬のジャスティンミラノには届かず、勝ち馬のダノンデサイルから3と1/4馬身離された3着であった。しかし、血統面から不安視されていた上がり勝負であっても上がり2位の末脚を使って3着であったことから陣営の評価は高かった。陣営から秋は欧州遠征を行い、愛チャンピオンステークスをステップレースとし、生まれ故郷であるフランスの凱旋門賞を大目標とするとされた。この矢作師の発言に対し馬主の藤田晋氏はXにて「もちろん行きますよ」と反応した。
現地9月14日に行われたアイリッシュチャンピオンステークスでは、道中は4番手で構えたものの、最終コーナーで好位に取り付いたエコノミクスを追随するオーギュストロダンの内に封じられる格好となった。それでも直線ではオーギュストロダンの外に持ち出して進路を取ると、後方から伸びたロスアンゼルスとの間から差し返すように伸び、最後はロスアンゼルスとの争いをアタマ差で制してエコノミクス、オーギュストロダンに次ぐ3着となった。迎えた現地10月6日開催の凱旋門賞では中団外目を追走したが、伸びあぐねて12着と大敗した。
帰国後は11月24日のジャパンカップに出走。8番人気と評価は高くなかったが、好スタートから積極的に逃げを打ち、スローペースに落とし込むと、直線で空いた最内をついてしぶとく末脚を伸ばし、最後はドウデュース、ドゥレッツァとの競り合いに持ち込んだ。ドウデュースには先に抜け出され、2着争いもゴール直前まではドゥレッツァが優勢に映ったが、最後に再度伸び、ドゥレッツァと同着で2着という結果になった。その後、有馬記念への出走は見送り、来春に中東遠征を予定していることを発表した。

### 4歳（2025年）
4歳シーズン初戦には、現地2月22日開催のネオムターフカップを選択した。レースでは好スタートからハナを奪い、終盤でも軽快に逃げ続け、終始競りかけたトラストユアインスティンクトを勝負所で振り切ると、残り200mで抜け出しセーフティーリードを築き、最後は最内から追い上げてきた2着カリフに1馬身3/4の差をつけて逃げ切り勝ち。2歳時の京都2歳ステークス以来約1年半ぶりの勝利を飾るとともに、海外重賞初制覇を果たした。鞍上の坂井は「逃げたら勝てると思っていたし、自信を持って乗れた。とにかくスムーズに走って力を出せれば勝てると思っていた。このメンバーでは負けられないと思っていたので良かった」と振り返った。また、矢作調教師は「逃げれば不利はない」と、戦前から逃げることを視野に入れていたことを明かした。続く現地4月5日開催のドバイシーマクラシックでも逃げを打ったが、直線で失速しダノンデサイルの7着に終わった。

## 競走成績
以下の内容は、JBISサーチ、netkeiba.com、JRA-VAN Ver.World、Racing Postおよびエミレーツ競馬協会に基づく。
| 競走日     | 競馬場         | 競走名             | 格   | 距離（馬場）  | 頭 数 | 枠 番 | 馬 番 | オッズ （人気） | 着順 | タイム （上り3F） | 着差  | 騎手            | 斤量 [kg] | 1着馬（2着馬）         | 馬体重 [kg] |
| ---------- | -------------- | ------------------ | ---- | ------------- | ----- | ----- | ----- | --------------- | ---- | ----------------- | ----- | --------------- | --------- | ---------------------- | ----------- |
| 2023.11.04 | 東京           | 2歳新馬            |      | 芝1800m（良） | 13    | 4     | 4     | 004.00（2人）   | 01着 | R1:48.1（33.8）   | -0.5  | 0横山武史       | 56        | （トゥルーサクセサー） | 474         |
| 0000.11.25 | 京都           | 京都2歳S           | GIII | 芝2000m（良） | 14    | 4     | 5     | 003.70（1人）   | 01着 | R1:59.8（35.3）   | -0.1  | 0J.モレイラ     | 56        | （プレリュードシチー） | 480         |
| 0000.12.28 | 中山           | ホープフルS        | GI   | 芝2000m（良） | 16    | 3     | 6     | 003.10（2人）   | 02着 | R2:00.3（35.7）   | -0.1  | 0B.ムルザバエフ | 56        | レガレイラ             | 482         |
| 2024.03.03 | 中山           | 弥生賞ディープ記念 | GII  | 芝2000m（良） | 11    | 5     | 5     | 003.50（3人）   | 02着 | R2:00.0（34.8）   | -0.2  | 0川田将雅       | 57        | コスモキュランダ       | 480         |
| 0000.04.14 | 中山           | 皐月賞             | GI   | 芝2000m（良） | 17    | 7     | 14    | 008.40（5人）   | 05着 | R1:57.5（34.8）   | -0.4  | 0坂井瑠星       | 57        | ジャスティンミラノ     | 482         |
| 0000.05.26 | 東京           | 東京優駿           | GI   | 芝2400m（良） | 17    | 7     | 13    | 017.80（7人）   | 03着 | R2:24.9（33.4）   | -0.6  | 0坂井瑠星       | 57        | ダノンデサイル         | 486         |
| 0000.09.14 | レパーズタウン | 愛チャンピオンS    | G1   | 芝2000m（Gd） | 8     | 3     | 8     | 007.90（4人）   | 03着 | R2:03.4           | -0.2  | 0坂井瑠星       | 58.5      | Economics              | 計不        |
| 0000.10.06 | パリロンシャン | 凱旋門賞           | G1   | 芝2400m（重） | 16    | 10    |       | 006.30（3人）   | 12着 | R2:32.7           |       | 0坂井瑠星       | 56.5      | Bluestocking           | 計不        |
| 0000.11.24 | 東京           | ジャパンC          | GI   | 芝2400m（良） | 14    | 5     | 7     | 026.80（8人）   | 02着 | R2:25.5（33.1）   | -0.0  | 0坂井瑠星       | 56        | ドウデュース           | 488         |
| 2025.02.22 | KAA            | ネオムターフC      | G2   | 芝2100m（Fs） | 10    | 3     | 6     | 01.370（1人）   | 01着 | R2:07.74          | -0.35 | 0坂井瑠星       | 57        | （Calif）              | 計不        |
| 0000.04.05 | メイダン       | ドバイSC           | G1   | 芝2410m（Gd） | 9     | 1     | 8     | 005.30（3人）   | 07着 | R2:28.57          | -1.52 | 0坂井瑠星       | 57        | Danon Decile           | 計不        |

- 海外の競走の「枠番」欄にはゲート番を記載
- 海外のオッズ・人気は現地主催者発表のもの（日本式のオッズ表記とした）
- サウジアラビアのオッズ・人気はRacing Postのもの（日本式のオッズ表記とした）
- 競走成績は2025年4月5日現在

## 血統表
| シンエンペラーの血統          | シンエンペラーの血統                                                                               | シンエンペラーの血統                                                                               | （血統表の出典）                                                                                   | （血統表の出典）   |
| 父系                          | ヌレイエフ系                                                                                       | ヌレイエフ系                                                                                       | ヌレイエフ系                                                                                       | [ § 2 ]            |
| 父 Siyouni 2007 鹿毛          | 父の父Pivotal 1993 栗毛                                                                            | Polar Falcon                                                                                       | Nureyev                                                                                            | Nureyev            |
| 父 Siyouni 2007 鹿毛          | 父の父Pivotal 1993 栗毛                                                                            | Polar Falcon                                                                                       | Marie d'Argonne                                                                                    |                    |
| 父 Siyouni 2007 鹿毛          | 父の父Pivotal 1993 栗毛                                                                            | Fearless Revival                                                                                   | Cozzene                                                                                            | Cozzene            |
| 父 Siyouni 2007 鹿毛          | 父の父Pivotal 1993 栗毛                                                                            | Fearless Revival                                                                                   | Stufida                                                                                            |                    |
| 父 Siyouni 2007 鹿毛          | 父の母Sichilla 2002 鹿毛                                                                           | *デインヒル                                                                                        | Danzig                                                                                             | Danzig             |
| 父 Siyouni 2007 鹿毛          | 父の母Sichilla 2002 鹿毛                                                                           | *デインヒル                                                                                        | Razyana                                                                                            |                    |
| 父 Siyouni 2007 鹿毛          | 父の母Sichilla 2002 鹿毛                                                                           | Slipstream Queen                                                                                   | Conquistador Cielo                                                                                 | Conquistador Cielo |
| 父 Siyouni 2007 鹿毛          | 父の母Sichilla 2002 鹿毛                                                                           | Slipstream Queen                                                                                   | Country Queen                                                                                      |                    |
| 母 Starlet's Sister 2009 栗毛 | 母の父Galileo 1998 鹿毛                                                                            | Sadler's Wells                                                                                     | Northern Dancer                                                                                    | Northern Dancer    |
| 母 Starlet's Sister 2009 栗毛 | 母の父Galileo 1998 鹿毛                                                                            | Sadler's Wells                                                                                     | Fairy Bridge                                                                                       |                    |
| 母 Starlet's Sister 2009 栗毛 | 母の父Galileo 1998 鹿毛                                                                            | Urban Sea                                                                                          | Miswaki                                                                                            | Miswaki            |
| 母 Starlet's Sister 2009 栗毛 | 母の父Galileo 1998 鹿毛                                                                            | Urban Sea                                                                                          | Allegretta                                                                                         |                    |
| 母 Starlet's Sister 2009 栗毛 | 母の母Premiere Creation 1997 栗毛                                                                  | Green Tune                                                                                         | Green Dancer                                                                                       | Green Dancer       |
| 母 Starlet's Sister 2009 栗毛 | 母の母Premiere Creation 1997 栗毛                                                                  | Green Tune                                                                                         | Soundings                                                                                          |                    |
| 母 Starlet's Sister 2009 栗毛 | 母の母Premiere Creation 1997 栗毛                                                                  | Allwaki                                                                                            | Miswaki                                                                                            | Miswaki            |
| 母 Starlet's Sister 2009 栗毛 | 母の母Premiere Creation 1997 栗毛                                                                  | Allwaki                                                                                            | Alloy                                                                                              |                    |
| 母系(F-No.)                   | 16号族(FN:16-h)                                                                                    | 16号族(FN:16-h)                                                                                    | 16号族(FN:16-h)                                                                                    | [ § 3 ]            |
| 5代内の近親交配               | Miswaki4×4＝12.50%、Mr. Prospector5×5×5×5＝12.50%、Northern Dancer5×5×4＝12.50%、Special5×5＝6.25% | Miswaki4×4＝12.50%、Mr. Prospector5×5×5×5＝12.50%、Northern Dancer5×5×4＝12.50%、Special5×5＝6.25% | Miswaki4×4＝12.50%、Mr. Prospector5×5×5×5＝12.50%、Northern Dancer5×5×4＝12.50%、Special5×5＝6.25% | [ § 4 ]            |
| 出典                          | 1. 2. 3. 4.                                                                                        | 1. 2. 3. 4.                                                                                        | 1. 2. 3. 4.                                                                                        | 1. 2. 3. 4.        |

- 半姉シスターチャーリー（父Myboycharlie）は、2018年のブリーダーズカップ・フィリー&メアターフなどG1-7勝。同年のエクリプス賞最優秀芝牝馬。
- 全兄ソットサスは、2019年のジョッケクルブ賞、2020年のガネー賞、凱旋門賞の勝ち馬。
- 4代母アロイの半姉ノアルコホリック（英語版）は1983年のサセックスステークスの勝ち馬。